# Aiolosita
L'aiolosita és un mineral de la classe dels sulfats que pertany al grup de l'hedifana i al supergrup de l'apatita. S'anomena així per la localitat tipus, situada a les illes Eòlies.

## Característiques
L'aiolosita és un sulfat de fórmula química Na₄Bi(SO₄)₃Cl. Cristal·litza en el sistema hexagonal.